# Affonso Beato
Affonso Henriques Ferreira Beato (13 de juliol de 1941), més conegut com a Affonso Beato, és un director de fotografia brasiler. Va exercir com a president de la Societat brasilera de cineastes i va rebre el premi a tota una vida el 2013. També és membre de l'American Society of Cinematographers. El 2017 es va convertir en membre de l'Acadèmia de les Arts i les Ciències Cinematogràfiques.
Beato va néixer a Río de Janeiro. Va començar la seva carrera al cinema durant els anys 1960, sent reconegut internacionalment pel seu treball en O Dragão da Maldade Contra o Santo Guerreiro (1969) de Glauber Rocha.
En els anys 1970 va començar a treballar en l'exterior, col·laborant amb el director Jim McBride (The Big Easy, Great Balls of Fire!, entre altres) i amb Pedro Almodóvar (Todo sobre mi madre, La flor de mi secreto i Carne trémula). En 2004, va treballar en la primera pel·lícula de Hollywood del director brasiler Walter Salles, Dark Water. També ha treballat a Ghost World, La reina, Love in the Time of Cholera, i Nits de tempesta.

## Filmografia parcial
- 1968: O Bravo Guerreiro de Gustavo Dahl
- 1969: Antonio Das Mortes, de Glauber Rocha
- 1970: Le Maître du temps de Jean-Daniel Pollet
- 1974: Hot Times de Jim McBride
- 1987: The Big Easy de Jim McBride
- 1989: Great Balls of Fire! de Jim McBride
- 1994: La taula de Flandes de Jim McBride
- 1995: La flor de mi secreto de Pedro Almodóvar
- 1997: Carne trémula de Pedro Almodóvar
- 1999: Todo sobre mi madre de Pedro Almodóvar
- 2001: Ghost World de Terry Zwigoff
- 2003: Dot the I de Matthew Parkhill
- 2003: View From the Top de Bruno Barreto
- 2003: The Fighting Temptations de Jonathan Lynn
- 2005: Dark Water de Walter Salles
- 2006: La reina de Stephen Frears
- 2007: Love in the Time of Cholera de Mike Newell
- 2008: Nits de tempesta de George C. Wolfe
- 2013: O Tempo e o Vento de Jayme Monjardim

## Premis
- 1969: Hibou d'or a la millor fotografia per O Bravo Guerreiro de Gustavo Dahl